# Juan Guillermo Castillo
Juan Guillermo Castillo, vollständiger Name Juan Guillermo Castillo Iriart, (* 17. April 1978 in Montevideo) ist ein ehemaliger uruguayischer Fußballspieler.

## Karriere

### Verein
Castillo, der in der uruguayischen Departamento-Hauptstadt Durazno aufwuchs, absolvierte seinen ersten Einsatz 1999 bei Defensor Sporting. Von dort wurde er während des Torneo Clasificatorio 2001 an Huracán Buceo ausgeliehen, kehrte aber anschließend zum Torneo Clasificatorio 2002 wieder zurück zu Defensor. Nachdem er dort bis 2006 spielte und jedenfalls bis 2005 in 103 weiteren Spielen für den Klub im Tor stand, wechselte er zunächst ab dem Torneo Apertura 2006 innerhalb der Stadt zum Konkurrenten Peñarol Montevideo. Nach dem Torneo Apertura 2007 führte ihn sein Weg 2008 dann ins Nachbarland Brasilien, wo er sich Botafogo anschloss. Seit 2010 war er Spieler von Deportivo Cali in der kolumbianischen Fußball-Meisterschaft. Hier absolvierte er zunächst 17 Spiele in der Liga Postobón I, es folgten 15 weitere in der Liga Postobón II. Zur Apertura 2011 wechselte er im Januar 2011 zu CSD Colo-Colo. Hier debütierte er am 30. Januar 2011 für seinen neuen Verein in der Begegnung gegen Cobresal. In Apertura und Clausura des Jahres 2011 kam er dort auf insgesamt 26 Einsätze in Chiles Primera División. Ab Mitte Februar 2012 stand er dann in 15 Erstligabegegnungen für den montevideanischen Klub Liverpool Montevideo auf dem Platz. Anfang Juli 2012 schloss er sich dem Querétaro Fútbol Club in Mexiko an. Nach zwölf Ligaeinsätzen verließ er den Klub Mitte Februar 2013. In der Clausura 2013 absolvierte er 13 Spiele für dessen Ligakonkurrenten Danubio FC. In der Spielzeit 2013/14 stand er bei Peñarol Montevideo unter Vertrag. Bei den Aurinegros kam er in jener Saison zu 22 Erstligaeinsätzen und spielte viermal in der Copa Libertadores 2014. Im Juli 2014 wechselte er abermals nach Kolumbien und schloss sich Deportivo Pasto an. Dort wurde er in 16 Spielen der Primera A eingesetzt. Zu Beginn des Jahres 2015 schloss er sich dem Ligakonkurrenten Patriotas Boyacá an. Beim Klub aus Tunja lief er in 42 Erstligabegegnungen und neunmal in der Copa Colombia auf. Seit der zweiten Januarwoche 2017 setzte er seine Karriere bei Juventud fort. Beim Klub aus Las Piedras bestritt er 22 Erstligapartien. 2018 ließ er seine aktive Laufbahn bei Centro Atlético Fénix auslaufen.

### Nationalmannschaft
Am 12. September 2007 feierte Castillo sein Debüt in der uruguayischen Nationalmannschaft. In jenem Jahr nahm er mit der Celeste an der Copa América 2007 teil. 2010 gehörte er zum Aufgebot Uruguays bei der in Südafrika ausgetragenen Weltmeisterschaft. Hier kam er jedoch nicht zum Einsatz. Auch bei der Copa América 2011 war er Teil des uruguayischen Kaders, wirkte aber dort ebenfalls nur als Ersatztorhüter. Insgesamt absolvierte er bislang 13 Länderspiele. Sein letzter Einsatz für die Celeste datiert vom 25. März 2011, als er im Freundschaftsspiel gegen Estland das Tor hütete.

## Erfolge
- Copa Colombia: 2010[3]
- Copa América: 2011[3]